# 伊豆箱根鉄道コデ66形電車
伊豆箱根鉄道コデ66形電車（いずはこねてつどうコデ66がたでんしゃ）は、伊豆箱根鉄道大雄山線において、かつて機関車代用として使用された工事用電車である。

## 概要
この車両は、もともとは1933年製造の国鉄クモハ12000(←鉄道省モハ34001)である。晩年は美濃赤坂支線等で使用された後、1969年に伊豆箱根鉄道が譲り受け、モハ66となった。当初は駿豆線でモハ51・サハ81・モハ66の編成で使用されていた（一時期、急行運用もあった）が、大雄山線の1500V昇圧後、1977年に転入した。
大雄山線では、1976年11月25日の昇圧直前はモハ46が唯一の両運転台車であり、通常時はクハ26とペアを組み旅客車として使用していたが、工事列車・大場工場への車両輸送列車には機関車代用（牽引車）として使われていた。しかし、昇圧の際に廃車となったため、機関車代用車を補うために駿豆線から入線したのがモハ66である。
大雄山線では両運転台車という特徴を生かして、機関車代用として使用されることもあり、大雄山線の車両が大場工場へ入場する際には、牽引車として使用された。旅客車としては大雄山方の先頭車として使用されており、駿豆線からの入線後しばらくは、（小田原方）助士席側の乗務員扉が残っており、半室運転台で助士席側とは仕切り棒で仕切られていた。その後1982年の全般検査時に、小田原方の助士席側乗務員扉は埋められて運転台は片隅式となり、助士席跡にはロングシートが設置された。乗務員扉跡には800mm幅の側窓が設置され、小田原駅で東海道線ホームから見る側面は、片運転台車と同様の外観であった。なお、台車はクモハ12000当時のDT12ではなく、他車と共通のTR14Aであった。
大雄山方の前面は非貫通の三枚窓（Hゴム固定）で、運転台も全室式であったが、小田原方の前面は、原型に近いものであった。また、旅客運用時には小田原方の貫通扉は取り外しており、機関車代用として運用する時のみ取り付けられていた。
編成を組んでいたモハ51とサハ81が廃車になった後、1992年にはモハからコデに形式が変更され、正式に機関車として使用されることになった。その後、（小田原方）電気連結器撤去、幌枠撤去、マスコン変更、自動連結器化、小田原方ATS取り付け等の工事を大雄山分工場で行っている。
工事用電車コデ66になってからも、夜間工事用列車としてバラストを積載したトム1形（自社所有の工事用貨車）を牽引する仕業が頻繁に見られたが、車体の老朽化が進んできたため、モハ165を改造したコデ165で代替されることになった。車籍上は1927年製造とコデ66よりも古かったが、相模鉄道在籍時に車体更新を受けていたためにモハ165の方が状態は良かったのである。
コデ66最後の仕業は、軌道試験で深夜、飯田岡-穴部間での試運転と、日本鉄道建設公団から購入した軌道用モーターカー・バラスト散布車（ほくほく線工事で使用されていた車両で大雄山線搬入時はグリーン色）を搬入時、飯田岡から大雄山までの回送運転だった。1997年に運用を終え、廃車解体となった。
なお、この時に導入された軌道用モーターカー・バラスト散布車の使用開始にともない、後継のコデ165における夜間工事用列車としての仕業は、JRチキ6000形2両編成又は4両編成でのレール運搬と、トム1形（自社所有の工事用貨車）の定期検査時の試運転（大雄山-相模沼田間）以外は無くなっている。